# Rhys Uhlich
Rhys Uhlich es un modelo y actor australiano, conocido por haber ganado en Make Me a Supermodel.

## Biografía
Rhys es buen amigo del modelo y actor Scott McGregor.
En el 2006 Rhys comenzó a salir con Claire Virgona, su hija, Indah Uhlich nació en julio del 2010. Poco después se separaron.
En enero del 2011, Rhys fue detenido y multado por conducir bajo los efectos del alcohol.

## Carrera
Como modelo Rhys ha trabajado en Nueva York, Los Ángeles y Australia.
En el 2008 apareció en la primera y única temporada del programa Make Me a Supermodel que ganó. 
En el 2009 apareció en el programa Talkin' 'Bout Your Generation y fue reportero de los programas matutinos The Circle y Coxy's Big Break.
En el 2011 apareció por primera vez en una película donde interpretó a Boyd en el cortometraje Life Swap. Ese mismo año apareció como invitado en un episodio de la serie Winners & Losers donde interpretó a Malcom Walwork.
El 7 de diciembre de 2012 se unió al elenco invitado de la popular serie australiana Neighbours donde interpretó a Scotty Boland, el novio de Georgia Brookes (Saskia Hampele), hasta el 25 de marzo de 2013 después de que Georgia descubriera que Scotty había intentado besar a Chris Pappas. Rhys regresó a la serie brevemente el 16 de mayo del mismo año para decirle a Georgia que todo lo que le había estado pasando no era su culpa y que él era responsable por haberla dejado.

## Filmografía
Series de televisión
| Año         | Título           | Personaje      | Notas                                |
| ----------- | ---------------- | -------------- | ------------------------------------ |
| 2012 - 2013 | Neighbours       | Scotty Boland  | 9 episodios                          |
| 2011        | Winners & Losers | Malcom Walwork | episodio "It's Written in the Stars" |

Películas
| Año  | Título    | Personaje | Notas                                               |
| ---- | --------- | --------- | --------------------------------------------------- |
| 2011 | Life Swap | Boyd      | corto - junto a Vivienne Gorman & Cassandra Magrath |